# Вали Парк (Мисури)
Вали Парк (енгл. Valley Park) град је у америчкој савезној држави Мисури.

## Демографија
По попису из 2010. године број становника је 6.942, што је 424 (6,5%) становника више него 2000. године.
| Група             | 2000.         | 2010.         |
| Белци             | 5.736 (88,0%) | 5.783 (83,3%) |
| Афроамериканци    | 268 (4,1%)    | 275 (4,0%)    |
| Азијати           | 282 (4,3%)    | 438 (6,3%)    |
| Хиспаноамериканци | 148 (2,3%)    | 272 (3,9%)    |
| Укупно            | 6.518         | 6.942         |